# Universal Windows Platform
Universal Windows Platform, o UWP, és una plataforma homogènia d'arquitectura d'aplicacions introduïda primer en Windows 10. Aquesta plataforma suporta el desenvolupament d'aplicacions Windows utilitzant C++, C#, VB.NET, o XAML. La API està implementada en C++, i està suportat en C++, VB.NET, C#, i JavaScript. Dissenyat com una extensió de la plataforma Windows Runtime va ser introduït primer a Windows Server 2012 i Windows 8, les UWP permet als desenvolupadors crear i distribuir aplicacions de Windows Universals en totes les plataformes de Microsoft que donin suport UWP.

## Compatibilitat
Aplicacions que són capaces d'implementar aquesta plataforma nativament utilitzant l'eina de desenvolupament Microsoft Visual Studio 2015. Les antigues aplicacions amb estil Metro per a Windows 8.1, Windows Phone 8.1 o per tots dos (8.1 universal) necessiten modificacions per migrar a UWP.

## Desplegament
La UWP és una extensió de Windows Runtime. Les aplicacions Universals de Windows que es creen mitjançant UWP ja no van ser escrits per a un Sistema Operatiu específic; en lloc, es dirigeixen a una o més famílies de dispositius, com un PC, telèfons intel·ligents, tauletes, o la Xbox One, utilitzant els Ponts de Universal Windows Platform. Aquestes extensions permeten a l'aplicació utilitzar automàticament les capacitats que són disponibles per al dispositiu al qual s'executa. Una aplicació universal pot funcionar amb un telèfon mòbil o una tauleta i pot proporcionar experiències adequades entre els dos. Una aplicació universal que s'executa en un telèfon mòbil pot començar a comportar-se de la manera que ho faria si s'executés en una tauleta quan el telèfon mòbil es connecta a un ordinador de sobretaula o un Docking station adequat.

## Portabilitat externa
Durant la presentació de la Build 2015, Microsoft va anunciar la col·lecció de Universal Windows Platform Bridges per permetre a les aplicacions d'Android i iOS per ser transferit sistema operatiu Windows 10 Mobile. Windows Bridge for Android consisteix en una entorn d'execució (amb criptònim "Astoria") que permet aplicacions d'Android escrits en Java o C++ per a ser portat a Windows 10 Mobile i publicat a la Windows Store. Kevin Gallo, director tècnic la plataforma de Windows Developer Platform, va explicar que la capa conté algunes limitacions. Les Google Mobile Services i certes APIs bàsiques no estaran disponibles, i les aplicacions que tenen "profunda integració en les tasques de fons", com ara programari de missatgeria, pot ser que no funcioni bé en aquest entorn. Windows Bridge for iOS (amb criptònim "Islandwood") és una caixa d'eines amb programari intermediari de codi obert que permet que les aplicacions desenvolupades per a iOS en Objective-C poden ser portades a Windows 10 Mobile usant Visual Studio 2015 per convertir el projecte Xcode dins del projecte a Visual Studio. Una construcció primerenca de Windows Bridge for iOS va ser llançada com a programari de codi obert sota la Llicència X11 al 6 d'agost de 2015, mentre que la versió d'Android està en beta tancada.